# Anticholinerg
Anticholinerg is een gewenst of ongewenst effect van chemische verbindingen waardoor de prikkeloverdracht in het motorische zenuwstelsel wordt geremd.
Het gaat om chemische verbindingen die werken als antagonisten voor de agonist acetylcholine (een neurotransmitter). Dit effect treedt op als de antagonist zich bindt aan de receptoren, en zo de respons van de acetylcholinereceptoren (deels) blokkeert.

## Anticholinerge geneesmiddelen
Een geneesmiddel dat wordt ingezet voor de anticholinerge werking staan bekend als anticholinergicum, parasympathicolyticum en acetylcholinereceptor-antagonist. Deze geneesmiddelen worden ingezet voor:
- verminderen van spierstijfheid en bewegingsarmoede bij bijvoorbeeld parkinsonisme (o.a. het geneesmiddel biperideen)
- urine-incontinentiemiddel
- bronchodilatator (om de luchtpijpvertakkingen (bronchiën) wijder te maken; bronchodilatatie)

## Ongewenste anticholinerge effecten
Ongewenste anticholinerge effecten zijn:
- accommodatiestoornissen;
- niet kunnen urineren;
- droge mond en/of ogen;
- obstipatie;
- onrust;
- verwardheid.